# جو لانكستر
جو لانكستر (بالإنجليزية: Joe Lancaster)‏ (28 أبريل 1926 بستوكبورت في المملكة المتحدة - ) هو لاعب كرة قدم بريطاني في مركز حراسة المرمى. لعب مع مانشستر يونايتد وأكرينجتون ستانلي ‏.

## وصلات خارجية
- جو لانكستر على موقع عالم كرة القدم.نت (الإنجليزية)